# Universidade de Edimburgo
A Universidade de Edimburgo (em inglês: University of Edinburgh), fundada em 1583, é um centro de ensino e pesquisa em Edimburgo, Reino Unido. É uma das Universidades mais antigas da Escócia e está entre uma das maiores e mais prestigiosas do Reino Unido e do mundo (18ª melhor em 2019). É uma universidade pública, urbana, e com aproximadamente 24.000 estudantes.
É participante do Grupo Russell, associação britânica de pesquisa de ponta que recebe dois terços dos recursos do setor no Reino Unido. Única universidade escocesa a também participar do Grupo Coimbra, LERU e Universitas 21, mais relevantes grupos de pesquisa da Europa.

## História
A fundação é atribuída ao bispo Robert Reide, da Catedral de São Magnus, Kirkwall, que doou os fundos após a sua morte, em 1558. 

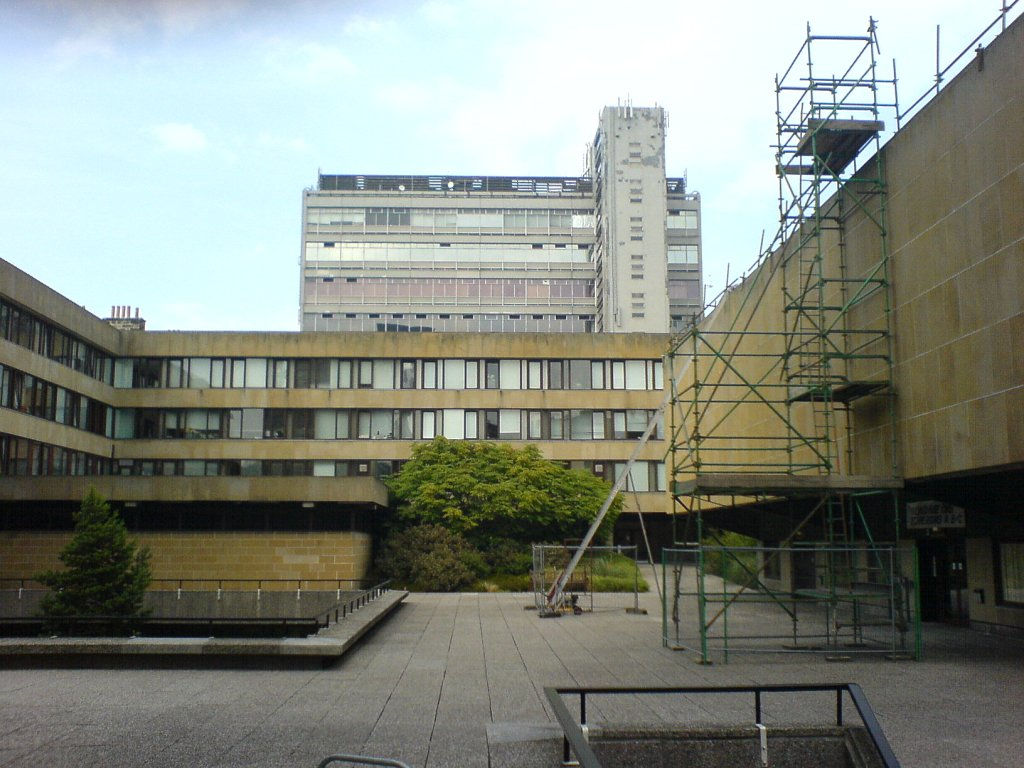
Edifício Appleton (em reforma)

A universidade foi estabelecida por uma carta real concedida por Jaime VI em 1582, tornando-se a quarta universidade escocesa, quando a Inglaterra, muito mais populosa e próspera, tinha somente duas: Cambridge e Oxford.
No século XVIII, Edimburgo era um dos principais centros da Europa e se desenvolveu com uma das universidades mais importantes do continente.
Os estudantes na universidade são representados por um "Conselho Representativo dos Estudantes" (SRC), fundado em 1884 por Robert Fitzroy Bell, e pela "Associação dos Estudantes da Universidade de Edimburgo" (EUSA), com a "União da Universidade de Edimburgo" (EUU), fundada em 1889.
Em 2002, a universidade foi reorganizada, suas nove faculdades passaram a ser três colégios: Humanidade e Ciências Sociais (HSS), Ciência e Engenharia e de Medicina e Medicina Veterinária (MVM).

## Reputação

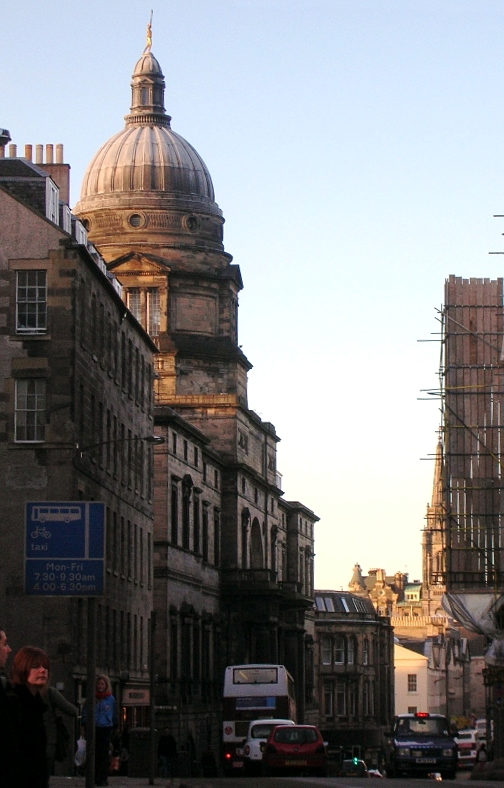
Old College da Universidade de Edimburgo, desenhado por Robert Adam

O Suplemento de "Classificações de Universidades Mundiais" (2005) do jornal The Times [THES] classificou a Universidade de Edimburgo da seguinte maneira:
- 9ª na Europa no âmbito geral
- 16ª no mundo em biomedicina
- 14ª no mundo segundo os recrutadores
- 27ª no mundo em artes e humanidade
- 38ª no mundo em ciências
- 30ª no mundo no âmbito geral

A classificação de "Acadêmicos de Universidades Mundiais" (2005) [ARWU] classificou a Universidade de Edimburgo da seguinte maneira:
- 5ª no Reino Unido
- 9ª na Europa
- 47ª no mundo

## Afiliações
A Universidade de Edimburgo é membro do Grupo Russell de universidades britânicas dedicadas à pesquisa. Também é a única universidade escocesa (e a única universidade britânica, além das universidades de Oxford e Cambridge) que é membro do Grupo Coimbra e da Liga de Universidades de Pesquisa Europeias (LERU), grupos de universidades líderes na Europa. A Universidade de Edimburgo também é membro do grupo Universitas 21, um grupo internacional de universidades líderes em pesquisa.
- Ex-alunos famosos

- Alexander Graham Bell
- Charles Darwin
- Arthur Conan Doyle
- David Hume
- James Clerk Maxwell
- James Mirrlees
- William John Macquorn Rankine
- Robert Louis Stevenson
- Joseph Bell
- J.M. Barrie
- Max Born
- James Hutton
- Peter Higgs
- Igor Tamm
- Thomas Carlyle
- Gordon Brown
- Pippa Middleton
- Tom Chaplin